# Avenue Joffre (Épinay-sur-Seine)
Pour les articles homonymes, voir Avenue Joffre.
L'avenue Joffre, est une voie de communication d'Épinay-sur-Seine, qui suit le tracé de la route départementale 910, anciennement route nationale 310.

## Situation et accès
Cette avenue structurante qui traverse le quartier du Cygne d'Enghien, relie la commune d'Épinay-sur-Seine et la commune de Saint-Gratien.

## Historique
Jusqu'à la fin du XXe siècle, se trouvaient à cet endroit de nombreuses industries.
Elle est partiellement réaménagée en 2019 pour faciliter l'accès des personnes à mobilité réduite.

## Origine du nom

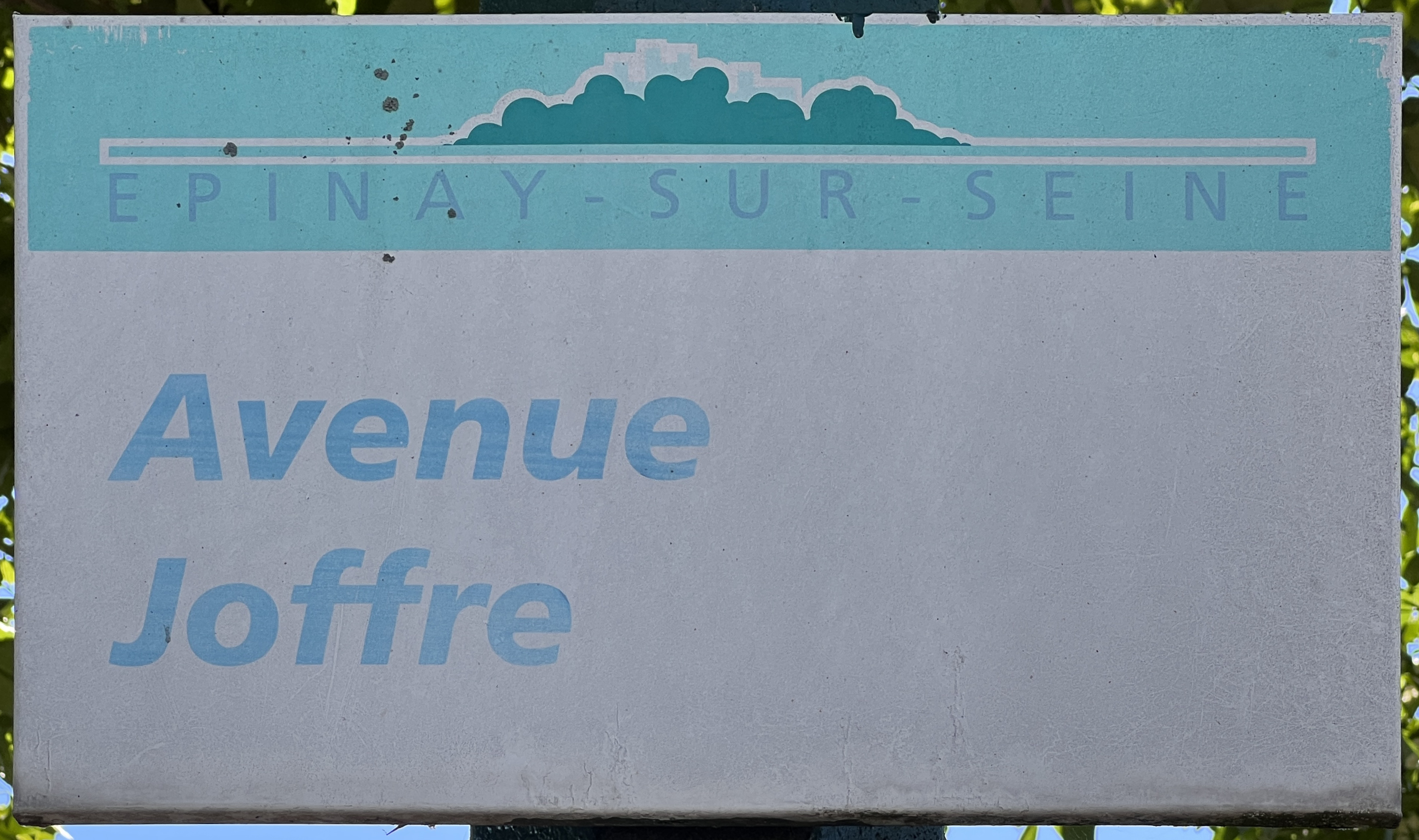
Plaque Avenue Joffre.

Cette avenue doit son nom au maréchal de France Joseph Joffre (1852-1931).

## Bâtiments remarquables et lieux de mémoire
- Église Notre-Dame-des-Missions-du-cygne-d'Enghien[5].
- Cinéma CGR d'Epinay-sur-Seine, construit sur l'emplacement des anciennes usines Olida[6].